# Topo (DC Comics)
Topo è un personaggio immaginario che comparve in numerosi fumetti pubblicati dalla DC Comics, noto come una leale spalla di Aquaman aiutando sia lui che i suoi alleati in combattimento.

## Storia di pubblicazione
Topo comparve per la prima volta in Adventure Comics vol. 1 n. 229 e fu creato da Ramona Fradon.
Nella continuità corrente ci furono tre versioni differenti del personaggio con nome in codice Topo. La prima versione fu un polipo intelligente che faceva da babysitter ad Aquababy al meglio delle sue abilità nella continuità pre-Crisi. Il secondo Topo fu un alleato per il secondo Aquaman: era un ragazzo-calamaro antropomorfo di Dyss, che aiutò Aquaman ad aprire portali in tutto l'oceano. Tutte le versioni del personaggio assistettero Aquaman nelle sue avventure e comparvero come aiutanti anche per altri eroi.

## Biografia del personaggio
Il Topo originale nacque nel, o vicino al, continente di Atlantide dove divenne l'animale domestico preferito di Aquaman. La creatura sembrò essere stata dotata di un'intelligenza eccezionale paragonata a quella degli altri polipi, e possedeva una destrezza superiore e l'abilità di risolvere i problemi. Topo una volta dimostrò la sua abilità con arco e frecce, e una volta si venne a sapere che aveva sviluppato un buon orecchio per la musica; si suppone che fosse in grado di suonare più strumenti musicali contemporaneamente.
La seconda versione di Topo comparve in Aquaman: Sword of Atlantis. Questa versione possiede una forma più umanoide, ma le sue abilità da polipo rimangono intatte. La sua pelle è colorata di grigio con delle macchie, e ha tre dita per ogni mano. Le caratteristiche facciali, bocca inclusa, sono nascoste sotto sei piccoli tentacoli. Quando Mera, Tempest e Cal Durham dovettero fare ritorno a Sub Diego, li condusse verso dei portelli nascosti che agivano da portali. Aquaman si unì presto al gruppo e Topo si offrì di guidarli in un viaggio, ma furono sorpresi dal Barone Gargos che era al servizio della Deep Church per ucciderli. Dopo il combattimento con Gargos, riuscirono a raggiungere Sub Diego e scoprirono che la città era governata da Black Manta, che uccise la polizia locale e prese Alonzo Malrey come ostaggio per attirare Orin. Capendo che questo non era l'Aquaman originale, Black Manta ordinò ai suoi sicari di sparargli, ma Topo schizzò dell'inchiostro nero come distrazione dando così l'opportunità ai suoi compagni di scappare.
Nella continuità rinnovata di The New 52, Topo fu reimmaginato come un terrorizzante mostro marino, una gigantesca creatura in parte polipo in parte granchio che solo Aquaman è in grado di convocare con una conchiglia speciale. Aquaman lo convocò perché si occupasse di Scavenger, e utilizzò i suoi poteri telepatici al massimo per scatenare la creatura contro la flotta di Scavenger. Tuttavia, questa versione di Topo è troppo intelligente perché Aquaman possa controllarla con la telepatia; mentre la creatura era impegnata a distruggere i sottomarini nemici, lo sforzo del comando mentale su Topo fece sanguinare il naso di Aquaman prima di renderlo incosciente.

## In altri media
Topo comparve nell'episodio Downtime della serie animata Young Justice. Comparve come nella sua forma semi-umanoide come studente di stregoneria.